# Deutsche Leichtathletik-Hallenmeisterschaften 1966
Die 13. Deutschen Leichtathletik-Hallenmeisterschaften fanden am 5. März 1966 in der Kieler Ostseehalle statt. Gelaufen wurde auf einer 150 m langen Rundbahn.

## Medaillengewinner Männer
| Disziplin      | Gold                                                                       | Leistung   | Silber                                                                          | Leistung   | Bronze                                                                                     | Leistung   |
| -------------- | -------------------------------------------------------------------------- | ---------- | ------------------------------------------------------------------------------- | ---------- | ------------------------------------------------------------------------------------------ | ---------- |
| 50 m           | Jürgen Schneider (SV Bayer 04 Leverkusen)                                  | 5,8 s      | Heinz Schumann (Werder Bremen)                                                  | 5,8 s      | Jürgen Schröter (SC Charlottenburg)                                                        | 5,8 s      |
| 400 m          | Jörg Jüttner (VfL Wolfsburg)                                               | 49,7 s     | Leonhard Händl (TV 1861 Ingolstadt)                                             | 50,0 s     | Lutz Thielen (Flensburg 08)                                                                | 50,9 s     |
| 800 m          | Arnd Krüger (CSV 1910 Krefeld)                                             | 1:50,0 min | Herbert Missalla (TSV Bayer Dormagen)                                           | 1:50,3 min | Jochen Vollbehr (Holstein Kiel)                                                            | 1:52,9 min |
| 1500 m         | Klaus Prenner (DJK Würzburg)                                               | 3:50,4 min | Manfred Lubba (LC Recklinghausen)                                               | 3:52,4 min | Urs Lufft (KSV Hessen Kassel)                                                              | 3:54,5 min |
| 3000 m         | Werner Girke (VfL Wolfsburg)                                               | 8:05,8 min | Peter Kubicki (SC Charlottenburg)                                               | 8:06,0 min | Wolfgang Zur (Rot-Weiß Wuppertal)                                                          | 8:07,0 min |
| 50 m Hürden    | Hinrich John (Hannover 96)                                                 | 6,7 s      | Hans Nerlich (Flensburger TB)                                                   | 6,9 s      | Rolf Wiesenmüller (Osnabrücker Turnerbund)                                                 | 7,0 s      |
| 4 × 400 m      | OSV Hörde (Hans Reinermann, Werner Krönke, Gerhard Böttger, Rainer Kunter) | 3:15,9 min | ASV Köln (Jürgen Jaenisch, Hans-Dieter Mauel, Volker Kottmann, Gerhard Hennige) | 3:18,1 min | SV St. Georg Hamburg (Hans-Jürgen Ehemann, Harm Bredemeier, Dieter Isermann Jens Ulbricht) | 3:22,1 min |
| Hochsprung     | Wolfgang Schillkowski (TB Wülfrath)                                        | 2,10 m     | Carsten Meyer (Hamburger SV)                                                    | 1,98 m     | Helmut Grolmann (Rot-Weiß Oberhausen)                                                      | 1,98 m     |
| Stabhochsprung | Reiner Liese (KSV Hessen Kassel)                                           | 4,80 m     | Claus Schiprowski (SV Bayer 04 Leverkusen)                                      | 4,70 m     | Heinfried Engel (SV Siemens Nürnberg)                                                      | 4,50 m     |
| Weitsprung     | Armin Baumert (SV Bayer 04 Leverkusen)                                     | 7,72 m     | Hermann Latzel (OSV Hörde)                                                      | 7,63 m     | Joachim Eigenherr (TG Höchst)                                                              | 7,62 m     |
| Dreisprung     | Michael Sauer (USC Mainz)                                                  | 16,02 m    | Günter Krivec (USC Mainz)                                                       | 15,45 m    | Günter Zeiß (KSV Hessen Kassel)                                                            | 15,31 m    |
| Kugelstoßen    | Heinfried Birlenbach (Sportfreunde Siegen)                                 | 17,85 m    | Wolfgang Reiß (Osnabrücker TV 61)                                               | 16,98 m    | Werner Heger (USC Heidelberg)                                                              | 16,90 m    |

## Medaillengewinner Frauen
| Disziplin   | Gold                                                                               | Leistung   | Silber                                                                     | Leistung   | Bronze                                                                          | Leistung   |
| ----------- | ---------------------------------------------------------------------------------- | ---------- | -------------------------------------------------------------------------- | ---------- | ------------------------------------------------------------------------------- | ---------- |
| 50 m        | Dorothee Sander (TuS 04 Leverkusen)                                                | 6,4 s      | Hannelore Trabert (OSC Berlin)                                             | 6,5 s      | Renate Meyer (Hannover 96)                                                      | 6,5 s      |
| 400 m       | Helga Henning (Hamburger SV)                                                       | 58,6 s     | Christine Linz (Düsseldorfer SC 99)                                        | 59,1 s     | Maria Strickling (OSC Waldniel)                                                 | 59,4 s     |
| 800 m       | Karin Kessler (LG Alstertal-Garstedt)                                              | 2:13,3 min | Antje Gleichfeld (LG Alstertal-Garstedt)                                   | 2:14,1 min | Anni Pede (OSC Waldniel)                                                        | 2:14,6 min |
| 50 m Hürden | Inge Schell (TSV 1860 München)                                                     | 7,2 s      | Gudrun Gülck (Hamburger SV)                                                | 7,3 s      | Ursula Wagner (MTV Braunschweig)                                                | 7,5 s      |
| 4 × 150 m   | OSC Berlin (Erika Rybakowski, Gabriele Krug, Hannelore Trabert, Marlies Fünfstück) | 1:16,2 min | Hannover 96 (Renate Meyer, Hannelore Richter, Karin Heske, Christa Elsler) | 1:17,2 min | Hamburger SV (Karin Schneider, Gerda Paetow, Sigrid Hüttenrauch, Helga Henning) | 1:18,8 min |
| Hochsprung  | Ilia Hans (Stuttgarter Kickers)                                                    | 1,67 m     | Marlene Schmitz-Portz (ASV Köln)                                           | 1,61 m     | Brigitte Geyer (TV Cannstatt)                                                   | 1,61 m     |
| Weitsprung  | Heidemarie Rosendahl (TSV Schwarz-Weiß Radevormwald)                               | 6,25 m     | Dorothee Sander (TuS 04 Leverkusen)                                        | 6,20 m     | Hilde Schubert (SC Tegeler Forst)                                               | 6,12 m     |
| Kugelstoßen | Marlene Klein (Euskirchener SC)                                                    | 15,74 m    | Liesel Westermann (Hannover 96)                                            | 14,88 m    | Brigitte Berendonk (USC Heidelberg)                                             | 14,28 m    |